# Dipseudopsis triclavata
Dipseudopsis triclavata är en nattsländeart som beskrevs av Martynov 1935. Dipseudopsis triclavata ingår i släktet Dipseudopsis och familjen Dipseudopsidae. Inga underarter finns listade i Catalogue of Life.